# Podgaj (województwo śląskie)
Podgaj – osada leśna w Polsce, położona w województwie śląskim, w powiecie kłobuckim, w gminie Wręczyca Wielka.
W latach 1975–1998 miejscowość administracyjnie należała do województwa częstochowskiego.